# Gerd Höhne (Diplomat)
Gerd Höhne (* 13. August 1929 in Dautzschen, Landkreis Torgau; † 22. Mai 2019) war ein Diplomat der DDR, der unter anderem zwischen 1976 und 1979 Botschafter und Ständiger Vertreter bei dem Büro der Vereinten Nationen in Genf sowie von 1982 bis 1986 Botschafter und Ständiger Vertreter bei dem Büro der Vereinten Nationen in Wien war.

## Leben
Gerd Höhne, Sohn eines Arbeiters, besuchte nach der Volksschule die Handelsschule sowie zwischen 1949 und 1952 die Arbeiter-und-Bauern-Fakultät (ABF). 1952 begann er ein Studium an der Deutschen Akademie für Staats- und Rechtswissenschaft „Walter Ulbricht“ (DASR) in Potsdam, das er 1955 als Diplom-Staatswissenschaftler abschloss. Anschließend trat er 1955 als Mitarbeiter in das Ministerium für Auswärtige Angelegenheiten (MfAA) ein und war unter anderem zwischen 1961 und 1963 Botschaftssekretär an der Botschaft in der Tschechoslowakei. Im Anschluss war er zunächst von 1963 bis 1965 Leiter einer Sektion sowie zwischen 1965 und 1966 stellvertretender Leiter der Abteilung Internationale Organisationen im MfAA. 1966 begann er ein postgraduales Studium an der DASR, das er 1968 mit der Promotion zum Dr. rer. pol. abschloss.
Danach war Höhne zwischen 1968 und 1976 abermals stellvertretender Leiter der Abteilung Internationale Organisationen im MfAA und löste 1976 Gerhard Kegel als Botschafter und Ständiger Vertreter bei dem Büro der Vereinten Nationen in Genf ab. Auf diesem Posten verblieb er bis 1979, woraufhin Gerhard Herder seine dortige Nachfolge antrat. Zuletzt wurde er 1982 Nachfolger von Gerhard Schramm als Botschafter und Ständiger Vertreter bei dem Büro der Vereinten Nationen in Wien und verblieb dort bis zu seiner Ablösung durch Klaus Wolf 1986. In dieser Funktion war er zudem für die in Wien ansässigen internationalen Organisationen IAEO (Internationale Atomenergie-Organisation), UNIDO (Organisation der Vereinten Nationen für industrielle Entwicklung), UNCITRAL (Kommission der Vereinten Nationen für internationales Handelsrecht), NSG und Zangger-Ausschuss, OPEC, Sekretariat für das Übereinkommen über das öffentliche Beschaffungswesen (GPA) sowie UNHCR (Flüchtlingskommissariat der Vereinten Nationen) akkreditiert.

## Veröffentlichung
- Handbuch der internationalen Organisationen, Berlin 1969.